# Mettingen
Mettingen is een plaats en gemeente in de Duitse deelstaat Noordrijn-Westfalen, gelegen in de Kreis Steinfurt. De gemeente Mettingen telt 11.878 inwoners (31 december 2020) op een oppervlakte van 40,60 km². Het staat bekend als de stamplaats van de familie Brenninkmeijer (van C&A) en als een van de belangrijke plaatsen voor de Westfaalse textielhandel op Nederland (de zogenaamde toddenhandel door de textieltueten of teuten). De Brenninckhof, de oude boerderij van de Brenninkmeijers, bestaat nog.

## Indeling van de gemeente; bevolking
De gemeente Mettingen bestaat uit het uitgestrekte dorp met die naam, en verder uit een aantal plaatsen en gehuchten (Bauerschaften), te weten:
Ambergen, Berentelg, Bruch, Höveringhausen, Katermuth, Lage, Muckhorst, Nierenburg, Nordhausen, Schlickelde, Wiehe en Wolfer.
Blijkens de website van de gemeente had deze per 31 december 2019 in totaal 12.583 inwoners, van wie 66,6% rooms-katholiek  en 20,7 % evangelisch-luthers. De overigen behoren tot een andere geloofsgemeenschap of zijn atheïst.

## Ligging, verkeer, vervoer
Mettingen ligt in het overgangsgebied tussen  de Noord-Duitse Laagvlakte en het Teutoburger Woud, juist ten zuiden van de grens tussen de deelstaten Nedersaksen en Noordrijn-Westfalen. In het noorden deelt Mettingen met westerbuur Recke een ca. 50 m boven zeeniveau gelegen  hoogveengebied, waarvan  135,67 ha binnen de gemeente Mettingen een natuurreservaat vormt. 
Het zuiden en oosten van de gemeente wordt gevormd door de hellingen van de ca. 150 m hoge Schafberg. 

### Buurgemeentes
- Recke 5-7 km ten noordwesten van Mettingen
- Neuenkirchen (Osnabrück) in Nedersaksen, ca. 13 km noordelijk
- Westerkappeln, ca. 7½ km oostelijk
- Hörstel, ca. 17 km westwaarts
- Ibbenbüren, ca. 6-8 km zuid-zuidwestwaarts

### Wegverkeer
Via afrit 11  van de Autobahn A30, Amsterdam -Osnabrück -Berlijn, rijdt men door Ibbenbüren heen en vandaar noord-noordoostwaarts naar Mettingen.
De Bundesstraße 65 Hörstel-Osnabrück loopt in west-oost-richting door Mettingen.

### Openbaar vervoer
Het openbaar vervoer in Mettingen beperkt zich tot min of meer frequente busverbindingen met Ibbenbüren en Osnabrück, vanwaar men per trein verder kan reizen. Daarnaast rijden er nog enige belbusdiensten en scholierenbuslijnen.
Mettingen heeft wel een spoorwegstation, aan het oude, niet meer voor passagiersvervoer gebruikte spoorlijntje Tecklenburger Nordbahn. Af en toe rijden er historische stoomtreinen e.d. voor toeristische ritten overheen. Goederenvervoer op deze lijn vindt af en toe ook nog plaats.  De gemeenten Lotte, Mettingen en  Westerkappeln zijn er voorstandsters van deze spoorlijn weer op te knappen en voor reizigersvervoer open te stellen. Zie website van de TNB hierover:  over de tot ca. 2025 lopende plannen.

### Waterwegen
Het Mittellandkanaal doorsnijdt het noordelijke deel van de gemeente. Er is een aanlegplaats voor schepen aan dit kanaal, maar de faciliteiten zijn er te beperkt om van een binnenhaven te kunnen spreken. Door de gemeente stromen verder enige onbevaarbare beken, waarvan de Mettinger Aa de grootste is. Deze beken zijn alleen van belang voor de waterhuishouding en vanwege de ecologische waarde van de beekdalen en -oevers, vooral voor de vogelwereld.

## Economie
Na de sluiting van de nabije kolenmijn van Ibbenbüren in 2018 is Coppenrath en Wiese, een fabriek van diepvriesgebak, de belangrijkste werkgeefster in het dorp. Het is een dochteronderneming van het Oetker-concern.
Veel inwoners van Mettingen zijn woonforensen, die in omliggende steden zoals Ibbenbüren of Osnabrück werken. Of de werkloosheid in de gemeente na de mijnsluiting ernstige vormen zal aannemen, moet in de jaren 2020-2023 blijken, en hangt af van het al dan niet succesvol proberen, vervangende werkgelegenheid te Ibbenbüren en omstreken te creëren.
Ook de landbouw is in Mettingen, waarvan 3/4 van de oppervlakte uit boerenland bestaat, nog belangrijk. Daarnaast is er enig midden- en kleinbedrijf van hoofdzakelijk lokaal of regionaal belang.

## Geschiedenis
Mettingen behoorde in de late middeleeuwen tot het Graafschap Tecklenburg, en in de 17e eeuw tot het door de Republiek der Nederlanden enige tijd politiek gecontroleerde Graafschap Lingen. Het dorp, gelegen aan de noordrand van een aan steenkool rijke heuvel, de Schafberg, was vanaf het ontstaan ervan voor 1088, ( in dat jaar werd Mettingen aan de abdij Iburg geschonken) tot na 1866, toen het definitief aan het Koninkrijk Pruisen toeviel, steeds een grensplaats, en zo een  speelbal van de regionale politieke machthebbers.  Dit heeft de economische ontwikkeling steeds belemmerd.
De Tuottenhandel door jaarlijks naar o.a. Nederland reizende handelaren in textiel (Tüötten, Nederlands: teuten), had wel een gunstig effect op de dorpseconomie, getuige de fraaie huizen die zij zich konden veroorloven. Enkele van die huizen zijn bewaard gebleven, en in één ervan, Haus Telsemeyer, een complex van drie vakwerkhuizen, dat voorheen als hotel fungeerde, is thans het plaatselijke museum gevestigd.
Het Ibbenbürener deel van de heuvel Schafberg aan de zuidkant van het dorp, die rijk was aan steenkool, was meer dan anderhalve eeuw lang een belangrijk mijnbouwgebied. Ook veel mannen uit Mettingen hadden er tot 2018 een baan als mijnwerker.
Van 1978-2009 had Mettingen een jumelage met Raalte in Nederland. Daar is nog een straat naar Mettingen genoemd.

## Bezienswaardigheden, toerisme
- In 2009 geopend museum Draiflessen Collection, Georgstraße 18, met veelzijdige collectie (v.m. privébezit Fam. Brenninkmeijer)
- Het Tüöttenmuseum in Haus Telsemeyer
- Enige markante kerkgebouwen, zie afbeeldingen hieronder
- Fraaie vakwerkhuizen, waarvan een aantal door de Tüötten in de 18e-19e eeuw zijn gebouwd
- Schultenhof met klein post- en klein dorpsschoolmuseum
- Enige wandel- en fietsroutes, ook voor meerdaagse tochten, zijn in en om Mettingen uitgezet
- Af en toe toeristische ritten met historische treintjes op de museumspoorlijn
- De gemeente heeft een camping met ca. 60 plaatsen

## Belangrijke personen in relatie tot de gemeente

### Geboren
- Leo Brenninkmeijer (1905-1966), ereburger van Mettingen
- Josef Anton Wiese (* 21 mei 1932 in Mettingen; † 16 september 2009 ibidem) Duits bakker en industrieel, uitvinder van het diepvriesgebak, oprichter van het daarin handelende bedrijf Coppenrath & Wiese; ereburger van Mettingen
- Niels Broszat (26 april 1980), beeldend kunstenaar
- Peter Niemeyer (1983), voetballer
- Annika Suthe (1985), atlete

### Overleden
- Edmund Löns (* 29 mei 1880 in Deutsch Krone; † 2 oktober 1964 in Mettingen), jongere broer van de dichter Hermann Löns, was boswachter en jachtopziener, de laatste 40 jaar van zijn leven voor de familie Brenninkmeijer; bij jachthondenkenners bekend als de eerste fokker van het hondenras Kleine Münsterländer of heidewachtel.

## Afbeeldingen

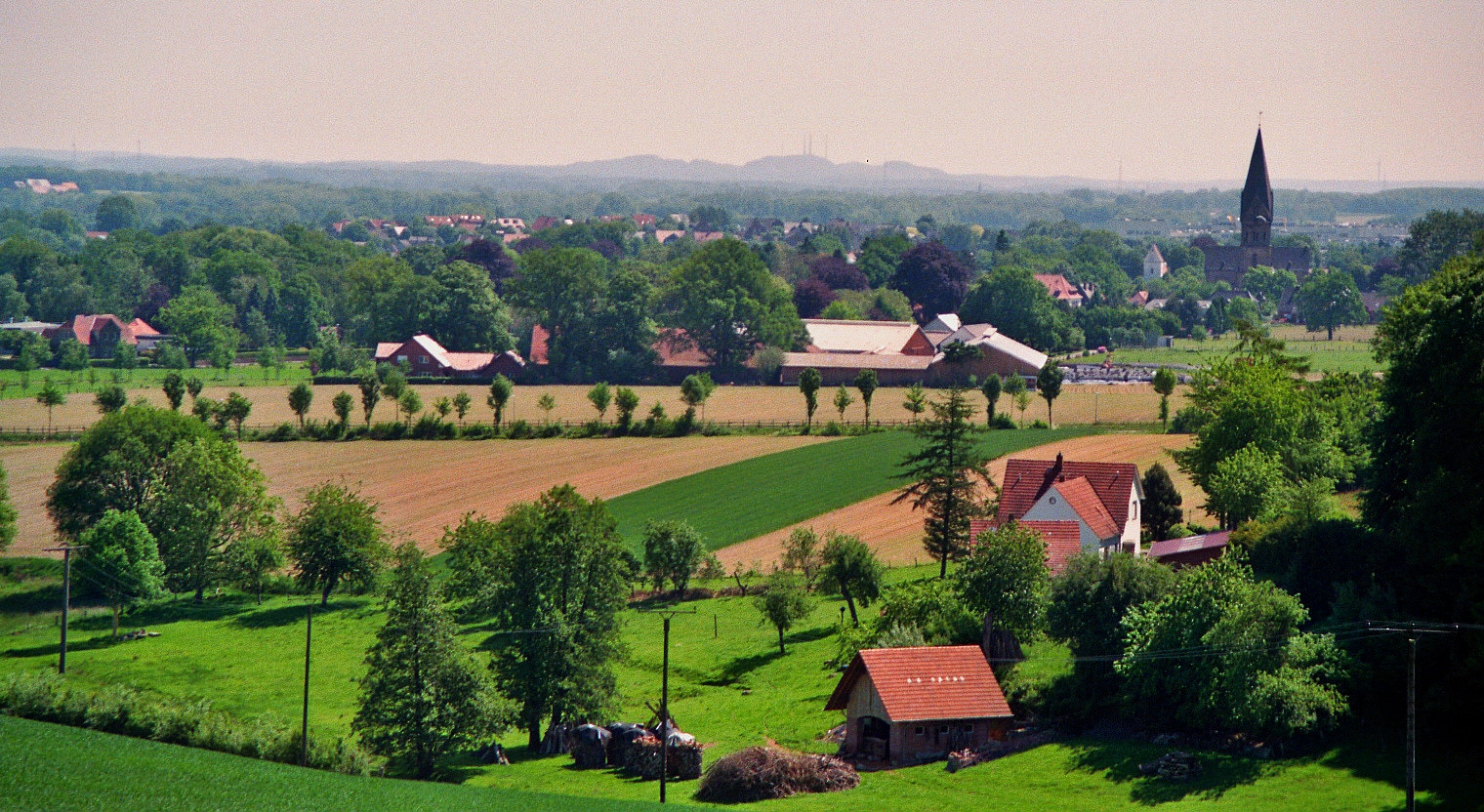
Gezicht op Mettingen
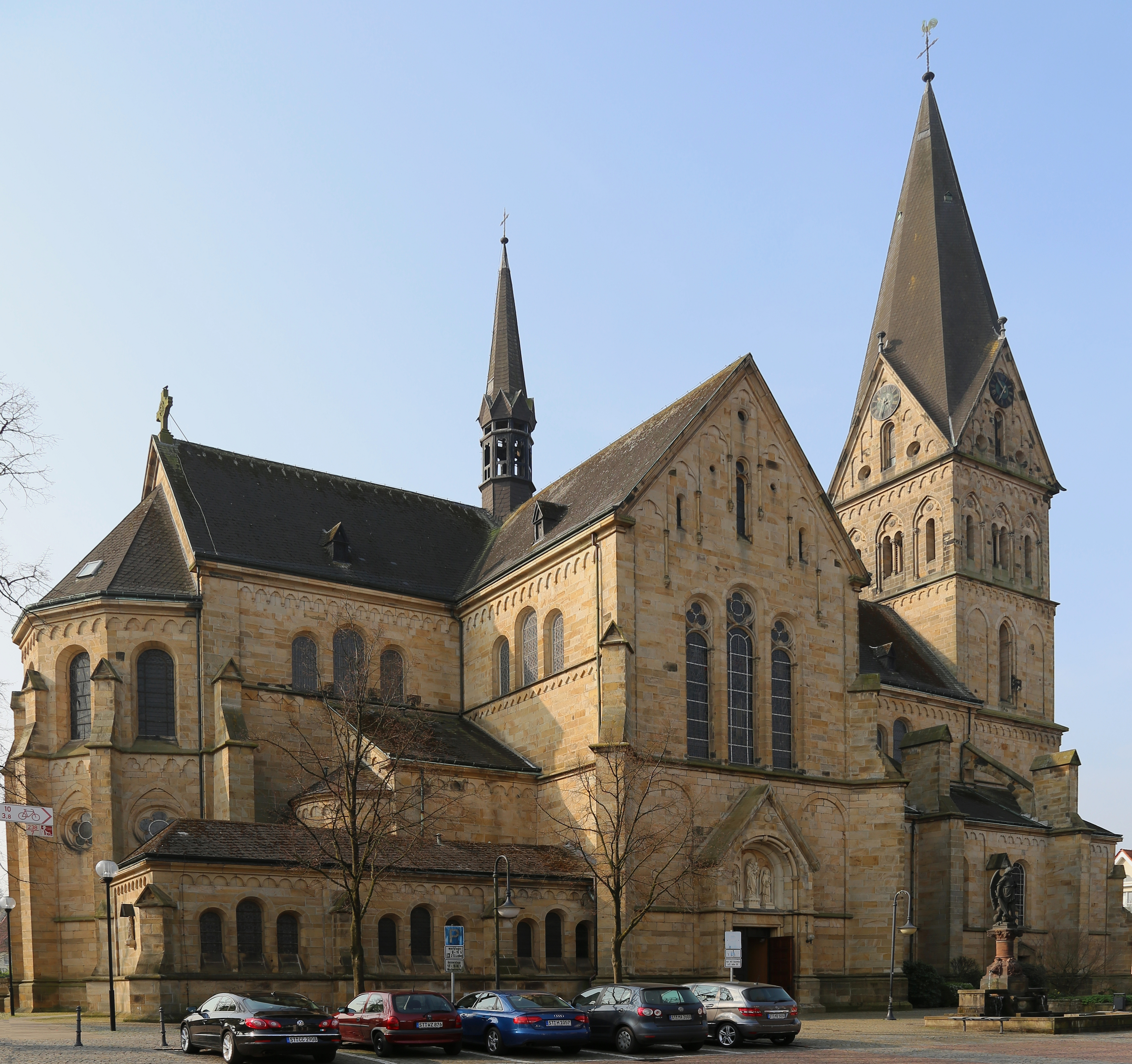
R.K. St.-Agathakerk (1894)
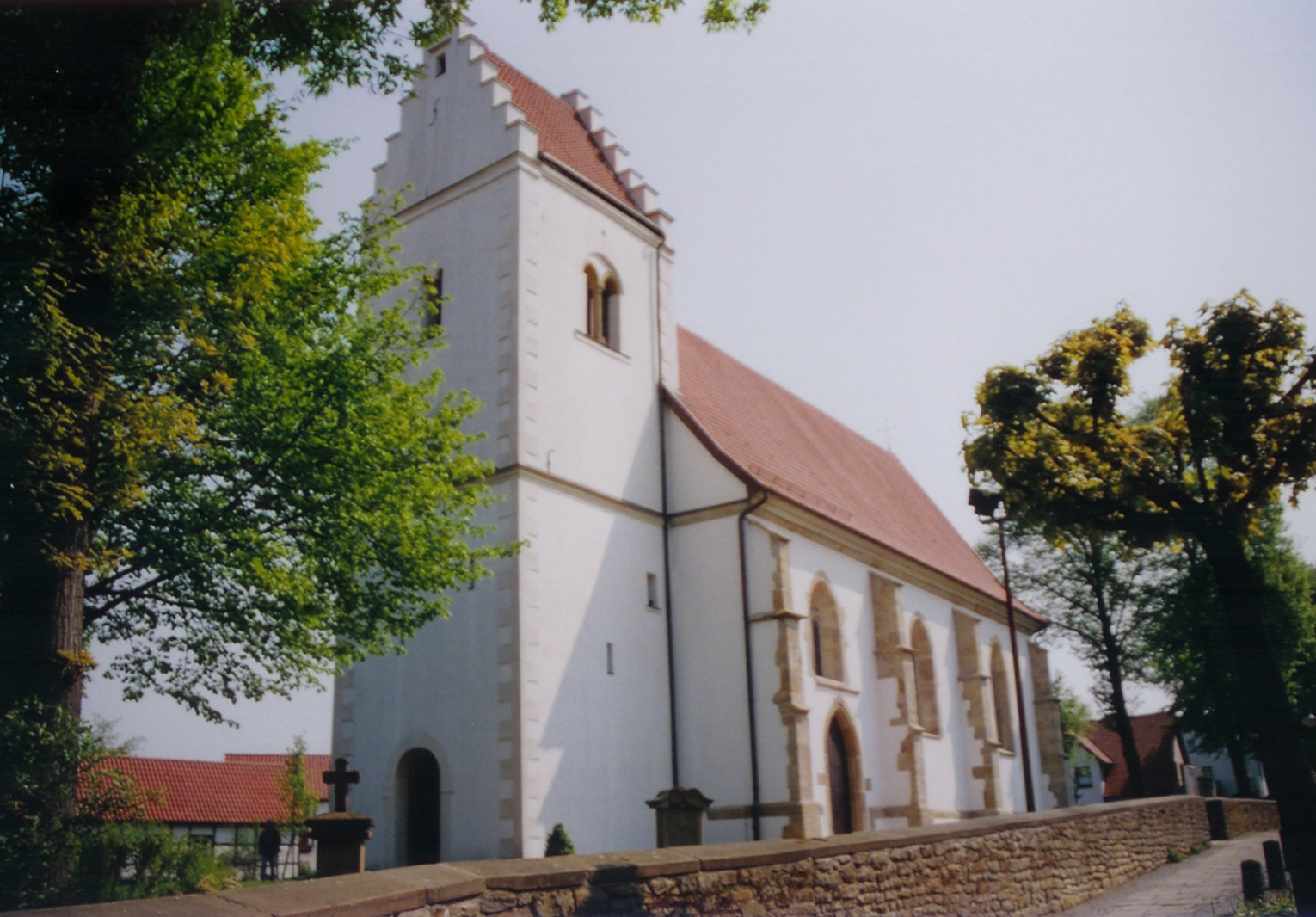
Evang.-lutherse kerk Mettingen (deels 12e-13e-eeuws)
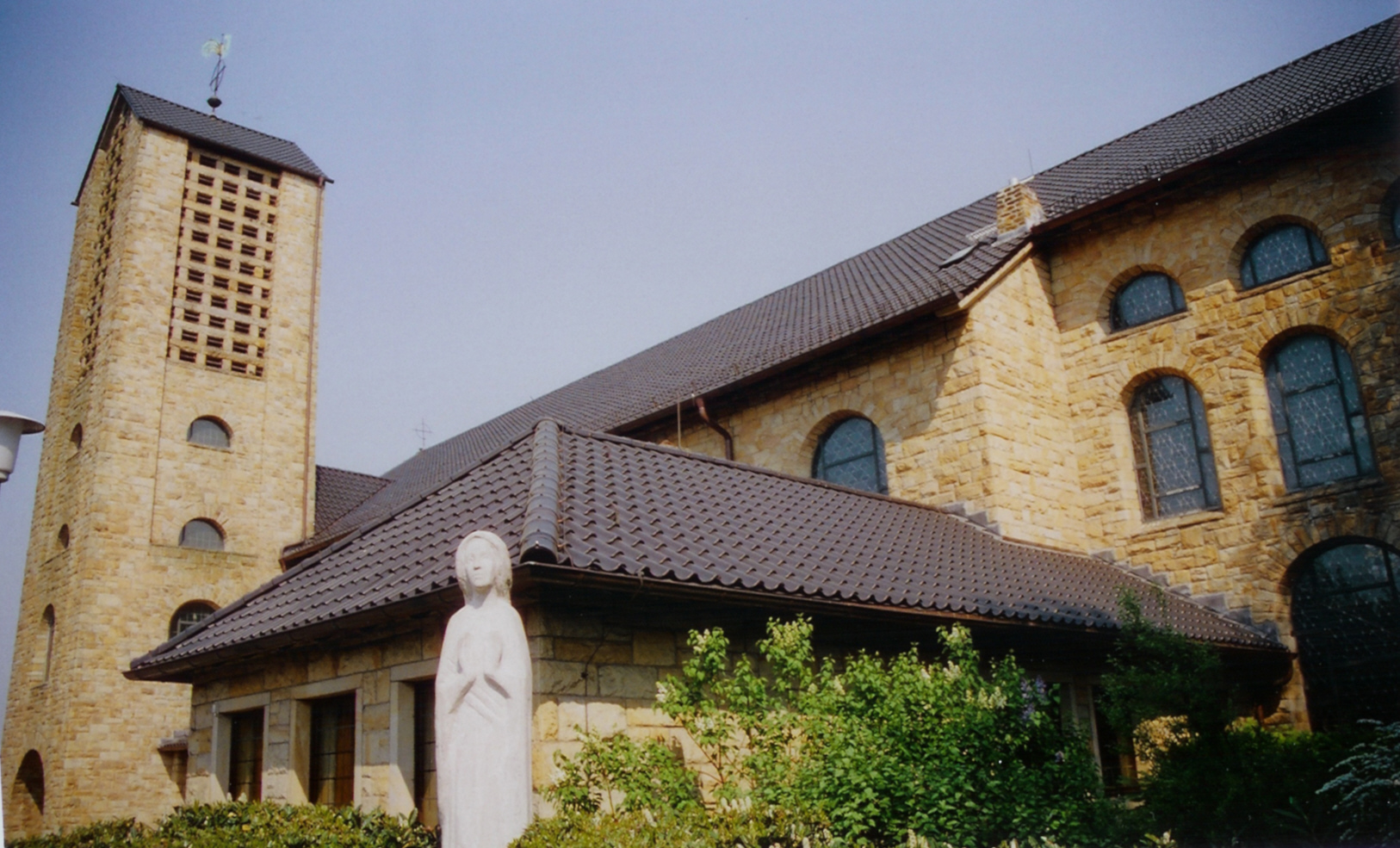
Maria-Hemelvaartkerk (1954) in de westelijke wijk Schlickelde
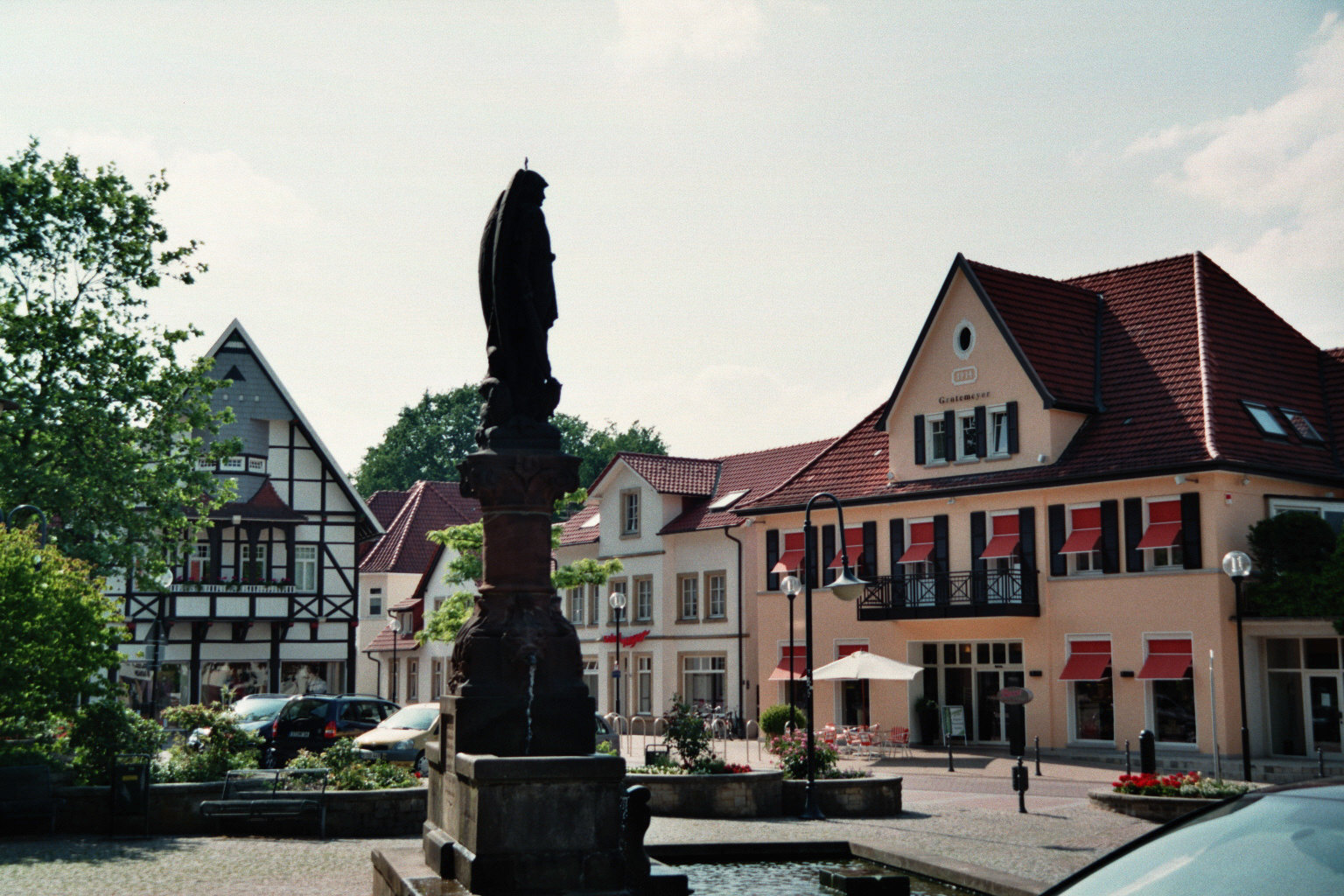
Marktplatz
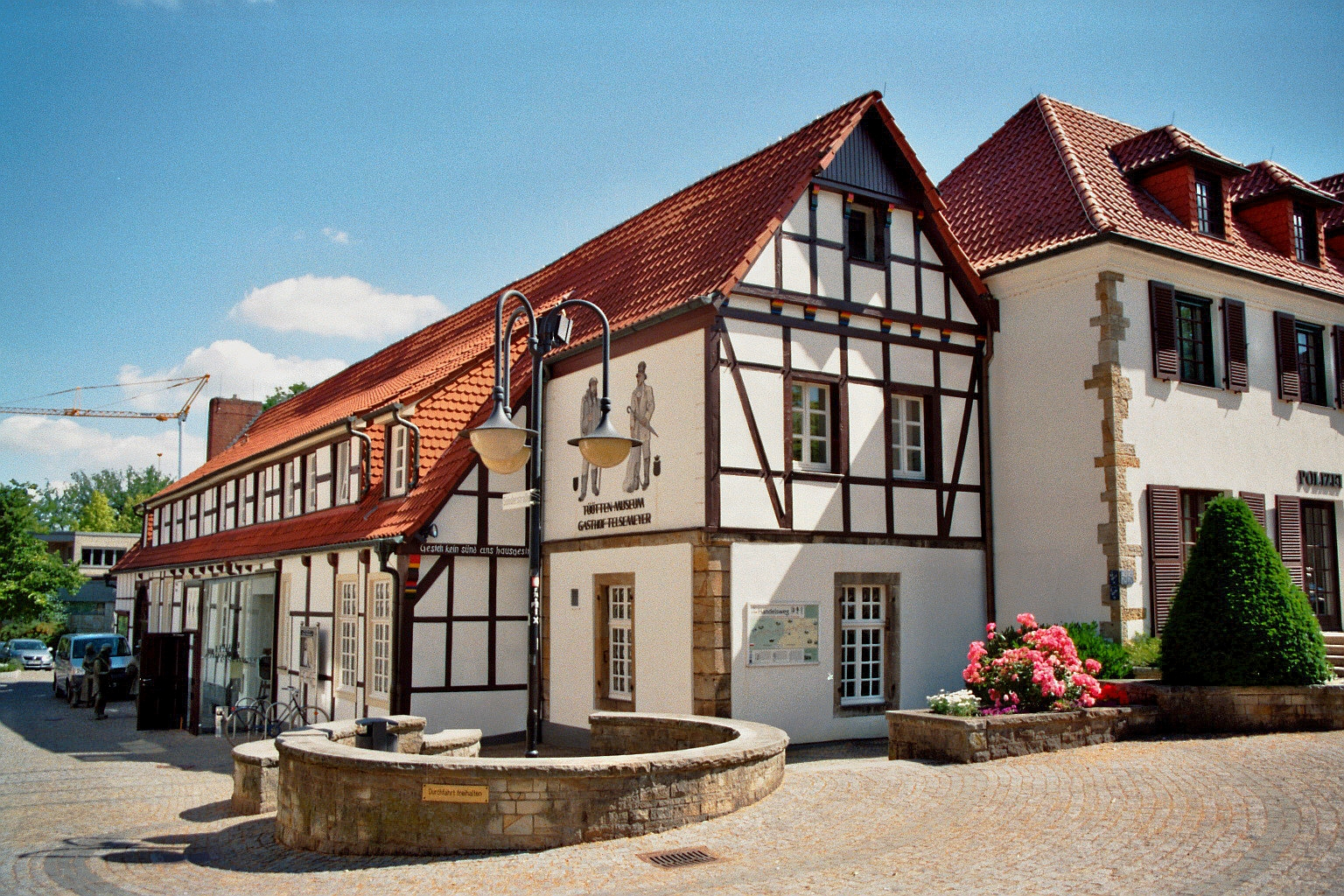
Haus Telsemeyer met Tüöttenmuseum en politiebureau
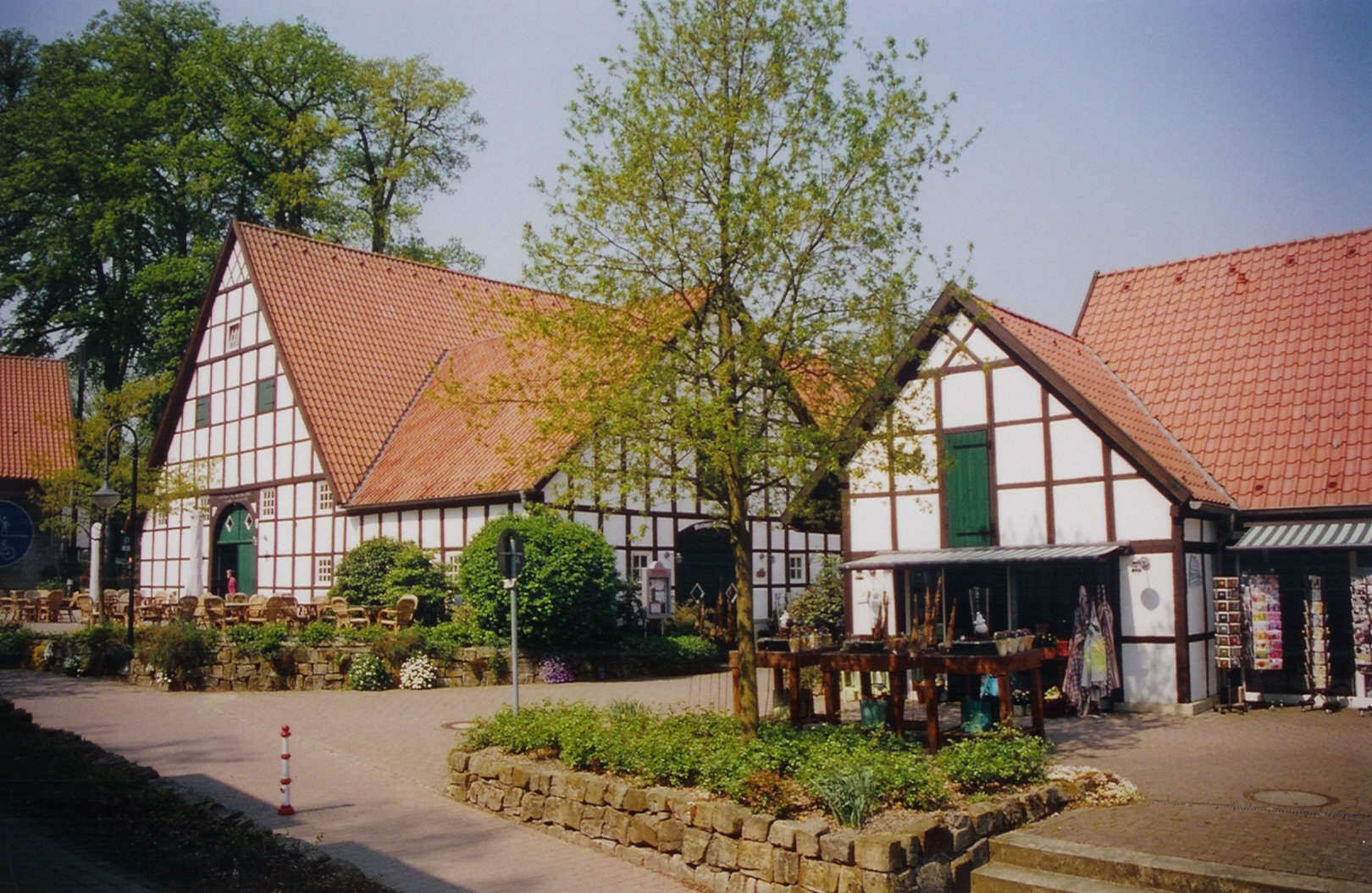
Schultenhof met twee kleine musea (post- en dorpsschoolmuseum)
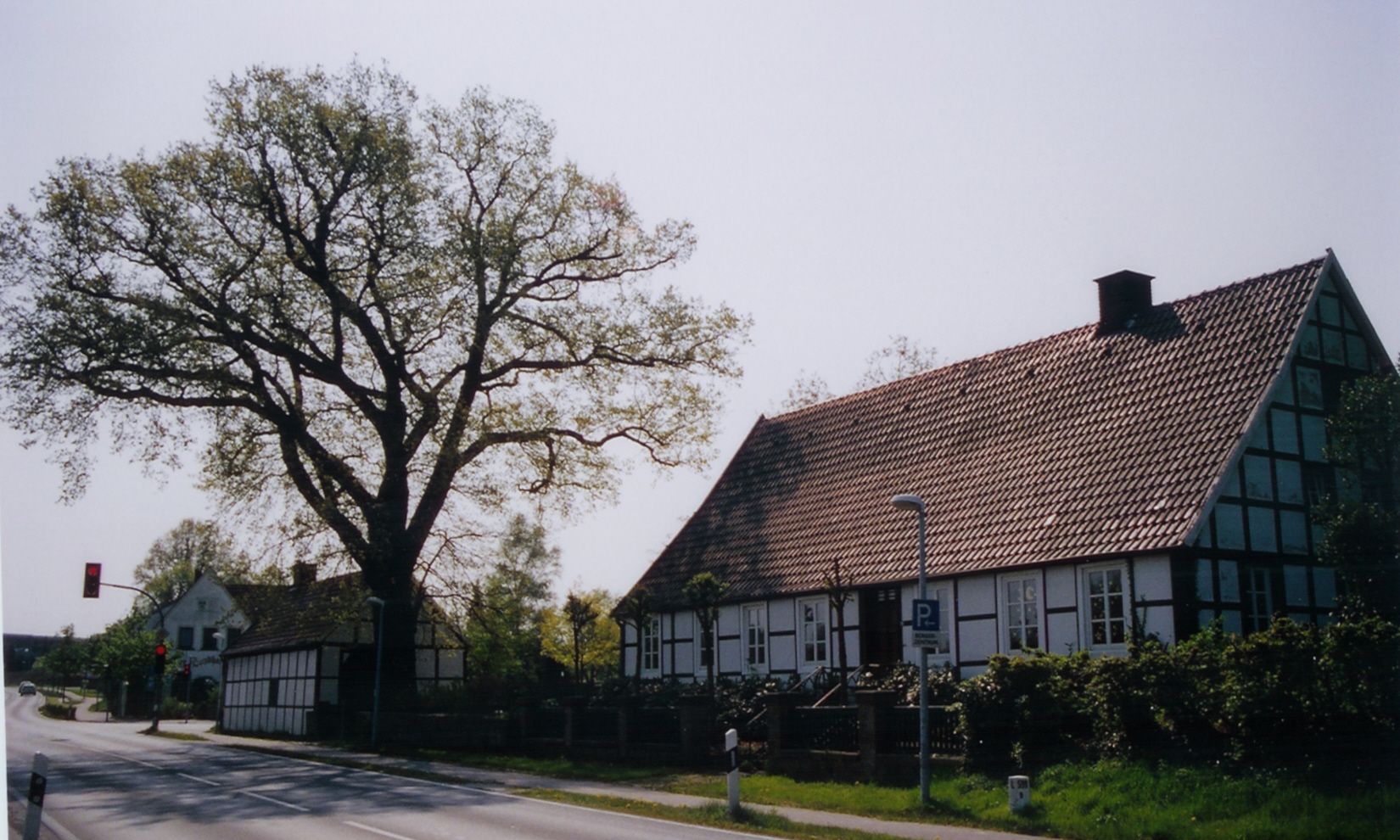
Boerderij Georgshof met de eeuwenoude, monumentale zomereik (zowel boerderij als boom: beschermd monument)
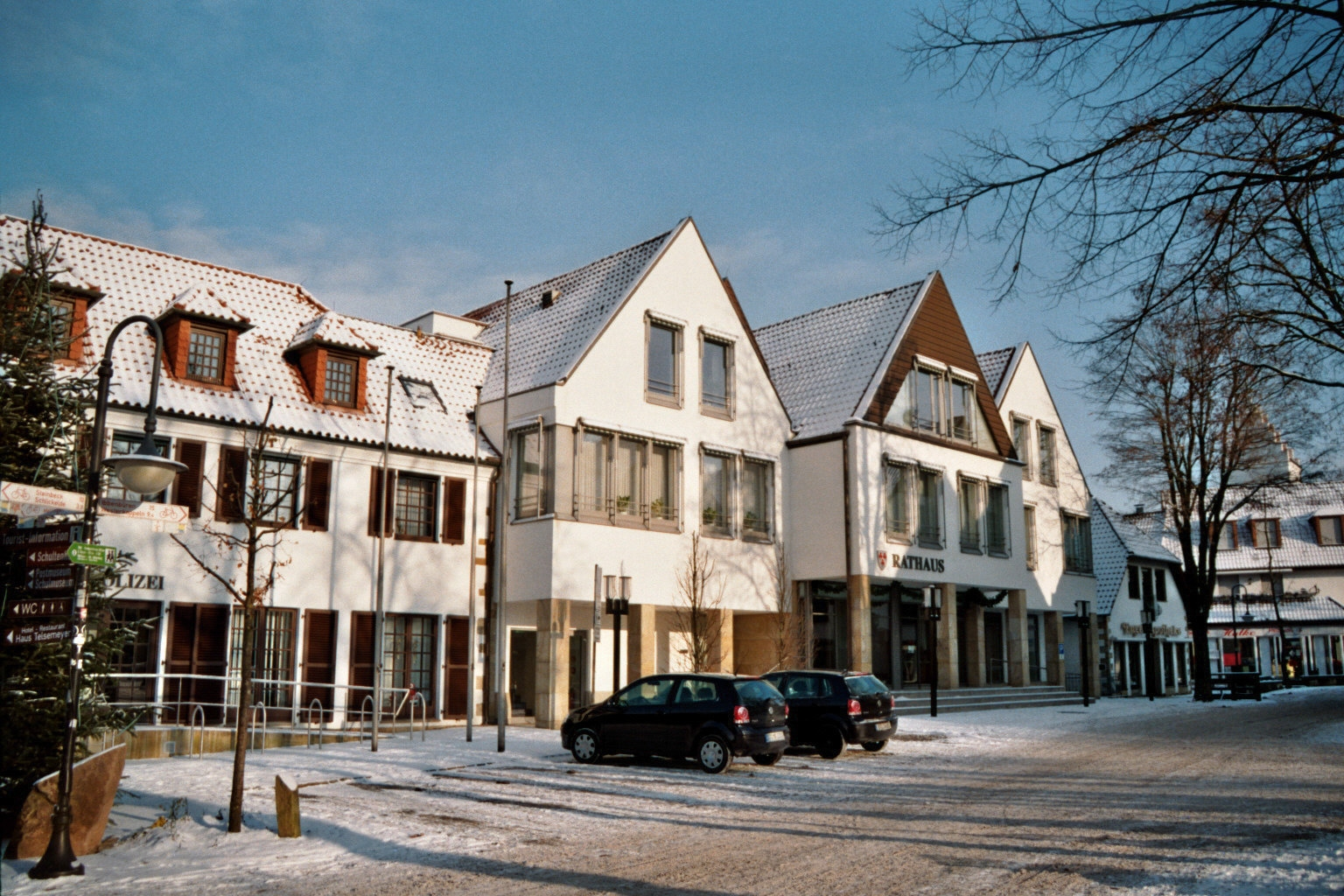
Gemeentehuis

Altenberge · Emsdetten · Greven · Hopsten · Hörstel · Horstmar · Ibbenbüren · Ladbergen · Laer · Lengerich · Lienen · Lotte · Metelen · Mettingen · Neuenkirchen · Nordwalde · Ochtrup · Recke · Rheine · Saerbeck · Steinfurt · Tecklenburg · Westerkappeln · Wettringen